# Morten Jensen (allenatore)
Morten Christoffer Jensen (Tananger, 9 marzo 1980) è un allenatore di calcio ed ex calciatore norvegese, di ruolo centrocampista.

## Carriera

### Giocatore

#### Club
Jensen ha giocato nelle giovanili dell'Havørn, per poi entrare a far parte di quelle del Vidar. Nel 1998 si è trasferito in quelle del Viking, ma un infortunio all'inguine ha arrestato il suo sviluppo e lo ha tenuto lontano dai campi da gioco per un anno e mezzo.
Terminata l'esperienza al Viking, Jensen ha fatto ritorno al Vidar, stavolta per giocare in prima squadra. Nel 2003 è passato ai Dowling Golden Lions, squadra del Dowling College. Nella stagione 2004, Jensen ha segnato 27 gol e realizzato 16 assist in 19 incontri. Nel 2006, i Dowling Golden Lions hanno vinto l'NCAA Division II Men's Soccer Championship e Jensen ha segnato la rete decisiva in finale. Ha concluso quella stessa stagione con 24 gol all'attivo e 10 assist, venendo premiato come NSCAA Division II National Player of the Year.
Ad agosto 2007 ha fatto ritorno in Norvegia, per giocare nello Stavanger. Successivamente ha vestito le maglie di Vidar, Brodd e Havørn.

### Allenatore
Prima dell'inizio della stagione 2013, Jensen è diventato allenatore-giocatore dell'Havørn. In quello stesso campionato, la squadra si è guadagnata la promozione in 4. divisjon. È rimasto in questo club per altre tre stagioni.
L'8 dicembre 2016 è stato nominato nuovo allenatore del Vidar, a partire dalla stagione 2017. È rimasto in questa squadra per una sola annata, conclusa al 4º posto nella 2. divisjon.
Il 19 dicembre 2017 è stato scelto come assistente dell'allenatore Bjarne Berntsen al Viking, all'epoca appena retrocesso in 1. divisjon. Ha ricoperto questo incarico per tre stagioni, durante le quali il Viking ha riconquistato la promozione in Eliteserien e ha vinto il Norgesmesterskapet 2019. Il 26 novembre 2020, è stato reso noto che Berntsen avrebbe lasciato la guida della squadra e, contestualmente, Jensen e Bjarte Lunde Aarsheim sono stati nominati al suo posto. Hanno cominciato il loro incarico prima della stagione 2021. I due hanno portato il Viking al 3º posto finale nel loro primo campionato e il 25 marzo 2022 hanno rinnovato il loro contratto fino al 31 dicembre 2025.